# Lancia D23
Lancia D23 är en sportvagn, tillverkad av den italienska biltillverkaren Lancia 1953. Den vidareutvecklade Lancia D24 byggdes 1954

## Bakgrund
Vincenzo Lancia hade i sin ungdom varit en skicklig tävlingsförare. När han började bygga egna bilar var han dock inte intresserad av att tävla med dem. Sonen Gianni däremot var av en annan åsikt. Gianni Lancia tog över ledningen för företaget efter faderns död 1937, men hans motorsport-planer fick vänta till efter andra världskriget.
Efter kriget började Lancia köra rally-tävlingar med Aprilia- och Aurelia-modellerna. Gianni hade hittat en allierad i Vittorio Jano, som kommit till Lancia från Alfa Romeo 1945 för att arbeta med Aurelian. När FIA införde ett världsmästerskap för sportvagnar till 1953 tog Jano fram en konkurrenskraftig bil.

## D20/D23
Vittorio Janos sportbil uppvisade tydliga drag från Aurelian, med en 6-cylindrig 60° V-motor och transaxel. Men där upphörde likheterna. Motorn var på tre liter och hade dubbla överliggande kamaxlar per cylinderrad. Chassit var uppbyggt som en bur av ett stort antal svetsade stålrör. Bilen hade individuell hjulupphängning runt om, med tvärlänkar och tvärliggande bladfjädrar. Bromsarna var centralt placerade, för att hålla nere den ofjädrade vikten. Karosserna byggdes av Pininfarina. D20 hade en täckt coupé-kaross, medan D23 hade en öppen spider-kaross.
Till Le Mans-loppet 1953 experimenterade Lancia med kompressormatning av motorn, med uselt resultat. Experimentet ledde inte till någon fortsättning.

## D24/D25
Redan under säsongen 1953 fortsatte Jano att arbeta med den vidareutvecklade D24. Motorn hade vuxit till 3,3 liter. Hjulbasen hade kortats och chassit hade fått en ny De Dion-axel bak.
Under 1954 utvecklades bilen vidare till D25. Motorn hade nu vuxit till 3,5 liter. Bilen blev dock aldrig riktigt färdigutvecklad, då formel 1-bilen D50 tog upp företagets resurser.

## Tekniska data
| Tekniska data           | D23                                                              | D24                                                              |
| ----------------------- | ---------------------------------------------------------------- | ---------------------------------------------------------------- |
| Motor:                  | Frontmonterad 6-cylindrig V-motor                                | Frontmonterad 6-cylindrig V-motor                                |
| Cylindervolym:          | 2962 cm³                                                         | 3248 cm³                                                         |
| Borrning x slaglängd:   | 86 x 85 mm                                                       | 88 x 90 mm                                                       |
| Max effekt vid varvtal: | 220 hk vid 6 500 v/min                                           | 260 hk vid 6 200 v/min                                           |
| Ventilstyrning:         | 2 överliggande kamaxlar per cylinderrad, 2 ventiler per cylinder | 2 överliggande kamaxlar per cylinderrad, 2 ventiler per cylinder |
| Kompression:            | 9,2:1                                                            | 9,0:1                                                            |
| Förgasare:              | 3 Weber 42DCF                                                    | 3 Weber 46DCF                                                    |
| Växellåda:              | 4-växlad manuell, transaxel                                      | 4-växlad manuell, transaxel                                      |
| Hjulupphängning fram:   | Undre tvärlänkar, tvärliggande bladfjädrar                       | Undre tvärlänkar, tvärliggande bladfjädrar                       |
| Hjulupphängning bak:    | Undre tvärlänkar, tvärliggande bladfjädrar                       | De Dion-axel, kvartselliptiska bladfjädrar                       |
| Bromsar:                | Hydrauliska trumbromsar                                          | Hydrauliska trumbromsar                                          |
| Chassi & kaross:        | Burram med aluminiumkaross                                       | Burram med aluminiumkaross                                       |
| Hjulbas:                | 260 cm                                                           | 240 cm                                                           |
| Torrvikt:               | 700 kg                                                           | 760 kg                                                           |

## Tävlingsresultat

### Sportvagns-VM 1953

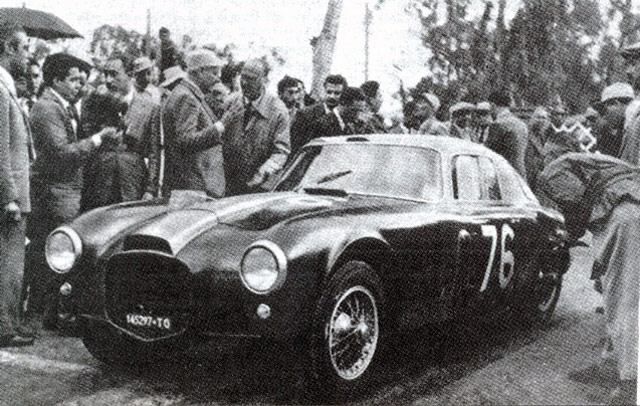
Umberto Magliolis Lancia D20 vid Targa Florio 1953.

Lancias sportvagn debuterade vid Mille Miglia. Felice Bonetto och Umberto Peruzzi lyckades bäst med en tredje plats i en D20. D20:n vann även ett par mindre lopp, som inte ingick i VM-serien, bland annat vann Umberto Maglioli Targa Florio.
D23:an debuterade på Monza, där Felice Bonetto kom in på andra plats. Även D23:an vann ett par mindre lopp, utanför VM-serien.
Lancias stora triumf kom i Carrera Panamericana, där stallet tog en trippelseger genom Juan Manuel Fangio, Piero Taruffi och Eugenio Castellotti, alla med D24:an.
Lancia slutade på fjärde plats i världsmästerskapet.

### Sportvagns-VM 1954

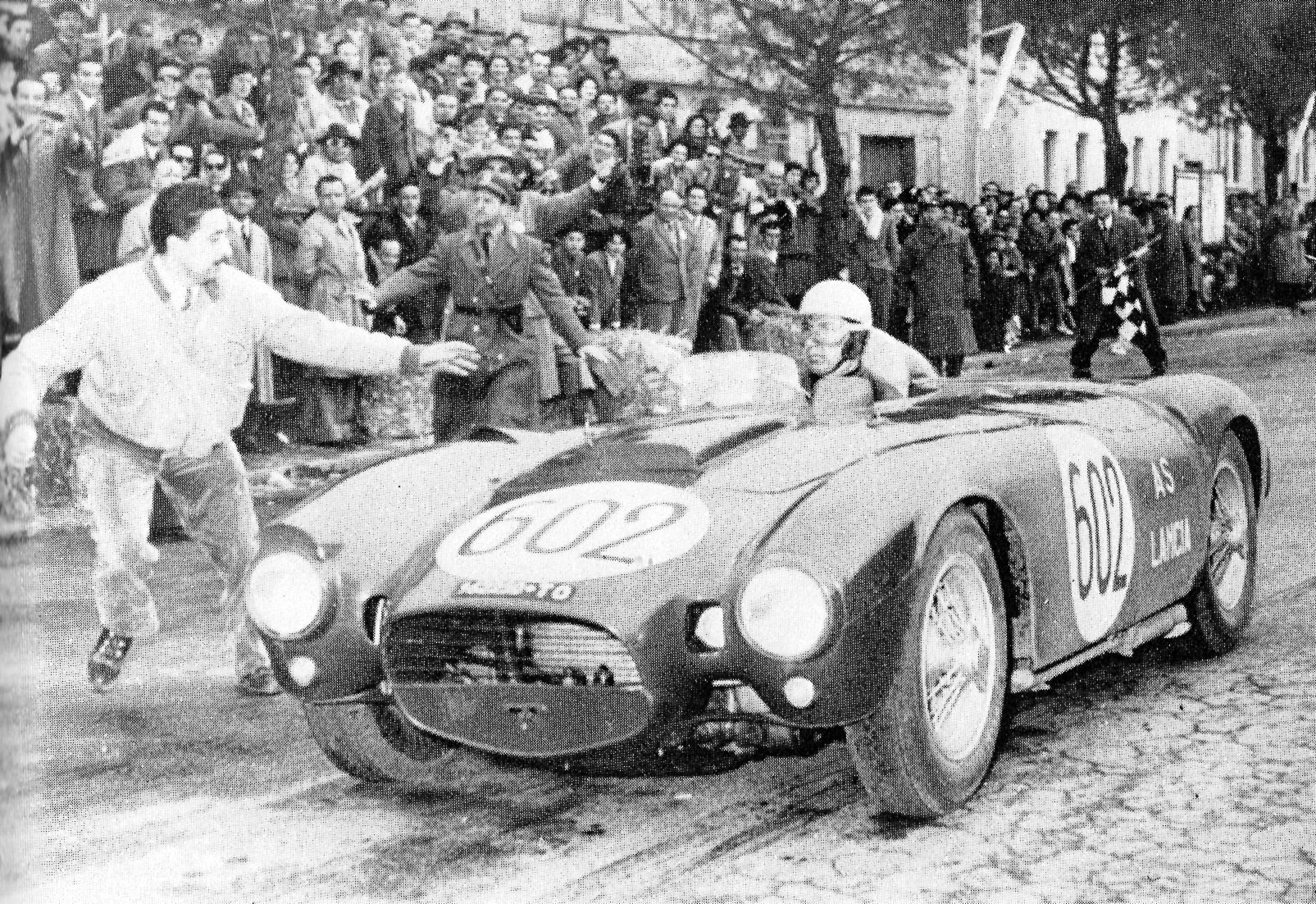
Alberto Ascaris Lancia D24 vid Mille Miglia 1954.

I VM-serien 1954 tog Lancia en seger, vid Mille Miglia genom Alberto Ascari i en D24. D24:an vann flera mindre lopp, som inte ingick i VM-serien, bland annat  Targa Florio genom Piero Taruffi.
Detta år slutade Lancia på andra plats i världsmästerskapet. Därefter drog sig Lancia ur sportvagnsmästerskapet och koncentrerade resurserna på formel 1.